# Харт, Мелисса Джоан
Мели́сса Джоа́н Кэ́трин Харт (англ. Melissa Joan Catherine Hart, род. 18 апреля 1976) — американская актриса, режиссёр и продюсер, получила известность благодаря главным ролям в успешных телевизионных сериалах «Кларисса» и «Сабрина — маленькая ведьма».

## Биография
Мелисса Джоан Кэтрин Харт родилась 18 апреля 1976 года в Смиттауне в штате Нью-Йорк (но выросла в Сэйвилле) и была первым из пяти детей Полы Джоан Воджи и Билла Уилльяма Харта. Мать была продюсером и менеджером начинающих исполнителей, отец — поставщиком моллюсков и предпринимателем. После Мелиссы в семье родилось ещё три дочери, Триша Луиза, Элизабетт Ли и Эмилли Энн, и один сын Брайан. Дед Мелиссы по материнской линии, Стэнли Джон Воджи, был ветераном флота и католиком. В 1990 году Пола и Билл развелись и дети вместе с матерью переехали в сам Нью-Йорк. В 1994 году Пола вышла замуж за телевизионного руководителя Лесли Эмерика Джиллиэмса и от этого брака у Мелисы есть ещё три единоутробных младших сестры: Александра, Саманта Лэсли и Маккензи. Мелиссу назвали в честь одноимённой песни группы «Allman Brothers», а второе имя Джоан ей дали в честь бабушки по материнской линии. В восьмом классе Мелисса в качестве имени подтверждения взяла имя Кэтрин, но на профессиональном уровне она его нигде не использует.
Карьера Мелиссы началась, когда ей исполнилось 4 года, и её пригласили сниматься в рекламе детских надувных игрушек для купания. Образование получила в Нью-Йоркском университете, где изучала искусство, языки и литературу и планировала стать журналистом, но после обучения в университете начала кинокарьеру, изначально рекламируя товары. Вскоре, после успешных проб, актриса получила главную роль в сериале «Кларисса знает всё».
Спустя некоторое время после закрытия проекта «Кларисса знает всё», Мелиссу пригласили сниматься в комедийный телесериал «Сабрина — маленькая ведьма» на главную роль. После премьерной серии ситкома в США сразу же завоевал большее уважение и интерес публики. После нескольких удачных сезонов, Джоан Харт спродюсировала два телефильма «Сабрина в Риме» и «Сабрина под водой», где исполнила также главную роль Сабрины.
В 1999 году снялась в клипе Бритни Спирс на песню «Crazy», что было отражено в 1 серии 4 сезона телесериала «Сабрина — маленькая ведьма»
После завершения сериала «Сабрина — маленькая ведьма» Харт в основном играла в телефильмах и гостевые роли в эпизодах сериалов. В 2005 году она была приглашена озвучивать шпионку Эмили в мультфильме «Робоцып». В 2007 году она появилась в эпизоде сериала «Закон и порядок: Специальный корпус», сыграв учительницу, которую обвиняют в растлении малолетних. В 2009 она участвовала в телешоу «Танцы со звёздами», где выбыла на шестой неделе.
В 2010 году она сыграла главную роль в триллере «Девять в списке мёртвых», прежде чем вернуться в жанр ситкома, с главной ролью в сериале кабельного телевидения «Мелисса и Джоуи».
Поскольку их мать продюсер, то все сёстры Мелиссы и её брат какое-то время снимались на телевидении, играя в основном в тех же проектах, что и Мелисса.

## Личная жизнь
С 19 июля 2003 года Мелисса Джоан Харт замужем за музыкантом Марком Уилкерсоном, с которым она встречалась год до их свадьбы. У супругов есть три сына: Мейсон Уолтер Уилкерсон (род. 11 января 2006), Брэйдон Харт Уилкерсон (род. 12 марта 2008) и Такер МакФадден Уилкерсон (род. 18 сентября 2012).

## Фильмография
| Год       |     | Русское название                     | Оригинальное название                          | Роль                 |
| --------- | --- | ------------------------------------ | ---------------------------------------------- | -------------------- |
| 1985      | с   |                                      | ABC Weekend Specials                           | Синди                |
| 1985      | с   | Каин и Авель                         | Kane & Abel                                    | Флорентия            |
| 1986      | с   | Другой мир                           | Another World                                  | Роллер               |
| 1986      | с   | Уравнитель                           | The Equalizer                                  | Лаура Мур            |
| 1986      | тф  | Рождественский снег                  | Christmas Snow                                 | Ами                  |
| 1991—1994 | с   | Кларисса знает всё                   | Clarissa Explains It All                       | Кларисса Дарлинг     |
| 1993      | с   | Боишься ли ты темноты?               | Are You Afraid of the Dark?                    | Дафни                |
| 1995      | с   | Прикосновение ангела                 | Touched by an Angel                            | Клэр Лэзам           |
| 1995      | тф  | Встреча семьи                        | Family Reunion: A Relative Nightmare           | Саманта              |
| 1995      | тф  | Кларисса                             | Clarissa                                       | Кларисса Дарлинг     |
| 1996      | ф   | Извращённая страсть                  | Twisted desire                                 | Дженнифер Стантон    |
| 1996      | тф  | Сабрина — маленькая ведьма           | Sabrina the Teenage Witch                      | Сабрина Спеллман     |
| 1996—2003 | с   | Сабрина — маленькая ведьма           | Sabrina, the Teenage Witch                     | Сабрина Спеллман     |
| 1997      | с   | Парень познаёт мир                   | Boy Meets World                                | Сабрина Спеллман     |
| 1997      | с   | Бестолковые                          | Clueless                                       | Сабрина Спеллман     |
| 1997      | с   |                                      | Teen Angel                                     | Сабрина Спеллман     |
| 1997      | ф   | Нужные связи                         | The Right Connections                          | Мелани Кембридж      |
| 1997      | тф  | Сквозь шторм                         | Two Came Back                                  | Сьюзан Кларксон      |
| 1998      | тф  |                                      | 4th Annual Screen Actors Guild Awards          |                      |
| 1998      | тф  | Мэри должна замолчать                | Silencing Mary                                 | Мэри Стортсон        |
| 1998      | ф   | Не могу дождаться                    | Can't Hardly Wait                              | Викки                |
| 1998      | ф   | Сабрина едет в Рим                   | Sabrina Goes to Rome                           | Сабрина/Софи         |
| 1999      | тф  | Люблю американский стиль             | Love American Style                            | Анабель              |
| 1998      | с   | Супермен                             | Superman                                       | Девушка Сатурн       |
| 1999      | с   | Шоу 70−х                             | That '70s Show                                 | Мэри                 |
| 1999—2000 | мс  | Сабрина маленькая ведьма             | Sabrina the Animated Series                    | Сабрина Спеллман     |
| 1999      | ф   | Сведи меня с ума                     | DRIVE ME CRAZY                                 | Николь Морис         |
| 1999      | ф   | Сабрина под водой                    | Sabrina, Down Under                            | Сабрина Спеллман     |
| 1999      | в   |                                      | Time Out with Britney Spears                   | девушка              |
| 2000      | ф   | Необыкновенные                       | The Specials                                   | девушка-подсолнух    |
| 2000      | в   | Бэтмен будущего: Возвращение Джокера | Batman Beyond: Return of the Joker             | Ди Ди                |
| 2000      | с   | Журнал мод                           | Just Shoot Me!                                 | Крисси               |
| 2000      | тф  |                                      | Santa Mouse and the Ratdeer                    | Молли                |
| 2000      | мф  | Каникулы: Прочь из школы             | Recess: School's Out                           | Беки Детвейлер       |
| 2000      | мф  | Лига правосудия                      | Justice League                                 | ДиДи                 |
| 2000      | ф   | Недетское кино                       | Not Another Teen Movie                         | девушка на вечеринке |
| 2001      | ф   | Обратный ход                         | Backflash                                      | C.J.                 |
| 2002      | кор | Держаться                            | Hold On                                        |                      |
| 2002      | с   |                                      | Intimate Portrait                              | камео                |
| 2002      | ф   | Арендный контроль                    | Rent control                                   | Холли Вошборн        |
| 2004      | в   |                                      | Britney Spears: Greatest Hits — My Prerogative | Николь Мэрис         |
| 2005—2008 | мс  | Робоцып                              | Robot Chicken                                  | шпионка Эмили        |
| 2006      | ф   | Иисус, Мария и Джои                  | Jesus, Mary and Joey                           | Джекки               |
| 2006      | тф  |                                      | Dirtbags                                       | Кейт                 |
| 2007      | тф  | Отпуск в наручниках                  | Holiday in Handcuffs                           | Труди                |
| 2007      | с   | Закон и порядок: Специальный корпус  | Law & Order: Special Victims Unit              | Сара Трент           |
| 2008      | тф  | Шёпот острова                        | Whispers and lies                              | Джил Роперсон        |
| 2009      | тф  | Фальшивая свадьба                    | My Fake Fiance                                 | Дженнифер            |
| 2010      | ф   | Девять в списке мёртвых              | Nine Dead                                      | Келли                |
| 2010—2015 | с   | Мелисса и Джоуи                      | Melissa & Joey                                 | Мелисса Берк         |
| 2011      | ф   | Сатин                                | Satin                                          | Лорен Вельс          |
| 2019      | с   | Голдберги                            | The Goldbergs                                  | стюардесса Элейн     |